# Commelina foliacea
Commelina foliacea är en himmelsblomsväxtart som beskrevs av Emilio Chiovenda. Commelina foliacea ingår i släktet himmelsblommor, och familjen himmelsblomsväxter.

## Underarter
Arten delas in i följande underarter:
- C. f. amplexicaulis
- C. f. foliacea